# Daniela Stanciu
Daniela Stanciu (* 15. Oktober 1987 in Buftea) ist eine rumänische Leichtathletin, die sich auf den Hochsprung spezialisiert hat.

## Sportliche Laufbahn
Erste internationale Erfahrungen sammelte Daniela Stanciu im Jahr 2009, als sie bei den Balkan-Hallenmeisterschaften in Piräus mit 1,75 m den fünften Platz belegte. Anschließend schied sie bei den U23-Europameisterschaften in Kaunas mit übersprungenen 1,77 m in der Qualifikation aus. 2011 gewann sie bei den Balkanmeisterschaften in Sliwen mit 1,81 m die Silbermedaille, wie auch bei den Balkan-Hallenmeisterschaften 2013 in Istanbul mit 1,91 m. Anschließend schied sie bei den Halleneuropameisterschaften in Göteborg mit 1,85 m in der Vorrunde aus. Ende Juli wurde sie bei den Balkanmeisterschaften in Stara Sagora mit einer Höhe von 1,80 m Fünfte. Im Jahr darauf gewann sie bei den Balkan-Hallenmeisterschaften in Istanbul mit 1,87 m die Bronzemedaille und im Sommer belegte sie bei den Balkanmeisterschaften in Pitești mit 1,83 m Rang vier, ehe sie bei den Europameisterschaften in Zürich mit übersprungenen 1,94 m Rang acht erreichte. Bei den Leichtathletik-Halleneuropameisterschaften 2015 in Prag verpasste sie mit 1,82 m den Finaleinzug und 2016 wurde sie wegen eines Dopingverstoßes für zwei Jahre bis 2018 gesperrt.
Nach Ablauf ihrer Sperre gewann sie bei den Balkan-Hallenmeisterschaften in Istanbul mit 1,86 m die Bronzemedaille und belegte bei den Balkanmeisterschaften in Stara Sagora mit übersprungenen 1,84 m den vierten Platz, ehe sie bei den Europameisterschaften in Berlin mit 1,81 m in der Qualifikation ausschied. Im Jahr darauf erreichte sie bei den Halleneuropameisterschaften in Glasgow mit 1,87 m Rang elf und siegte kurz zuvor bei den Balkan-Hallenmeisterschaften in Istanbul mit einer Höhe von 1,92 m. Im September verpasste sie bei den Weltmeisterschaften in Doha mit 1,85 m den Einzug ins Finale, wurde anschließend aber bei den Militärweltspielen in Wuhan mit 1,84 m Vierte. 2020 siegte sie bei den Balkan-Meisterschaften in Cluj-Napoca mit einer Höhe von 1,88 m und im Jahr darauf belegte sie bei den Halleneuropameisterschaften in Toruń mit 1,92 m den fünften Platz. Ende Juni gewann sie dann mit 1,92 m die Silbermedaille bei den Balkan-Meisterschaften in Smederevo und schied anschließend bei den Olympischen Sommerspielen in Tokio mit 1,90 m in der Qualifikationsrunde aus.
2022 gewann sie bei den Balkan-Hallenmeisterschaften in Istanbul mit einer Höhe von 1,90 m die Bronzemedaille hinter der Bulgarin Mirela Demirewa und Marija Vuković aus Montenegro und im Juni siegte sie mit 1,93 m bei den Freiluftmeisterschaften in Craiova, ehe sie sich bei den Weltmeisterschaften in Eugene mit 1,93 m im Finale auf dem zehnten Platz klassierte. Im August verpasste sie bei den Europameisterschaften in München mit 1,83 m den Finaleinzug. Im Jahr darauf gelangte sie bei den Halleneuropameisterschaften in Istanbul mit 1,86 m auf den geteilten siebten Platz. im Juni wurde sie bei der 2. Liga der Team-Europameisterschaft im Rahmen der Europaspiele in Chorzów mit 1,94 m Zweite und gewann damit ligenübergreifend die Silbermedaille hinter der Ukrainerin Jaroslawa Mahutschich. Im Juli siegte sie mit 1,91 m bei den Balkan-Meisterschaften in Kraljevo und anschließend schied sie bei den Weltmeisterschaften in Budapest mit 1,85 m in der Qualifikationsrunde aus. 2024 gewann sie bei den Balkan-Hallenmeisterschaften in Istanbul mit 1,86 m die Silbermedaille hinter der Bulgarin Mirela Demirewa. Anschließend blieb sie bei den Hallenweltmeisterschaften in Glasgow ohne eine Höhe. Ende Mai belegte sie bei den Balkan-Meisterschaften in Izmir mit 1,75 m den vierten Platz. Im August verpasste sie bei den Olympischen Sommerspielen in Paris mit 1,88 m den Finaleinzug.
In den Jahren 2011, von 2013 bis 2015 sowie von 2018 bis 2024 wurde Stanciu rumänische Meisterin im Hochsprung im Freien sowie 2009, 2014 und 2015 und von 2018 bis 2024 auch in der Halle.